# 4-Iod-2,5-dimethoxyphenethylamin

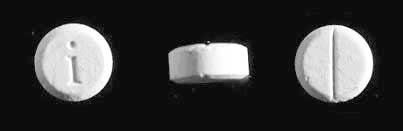
Eine 2C-I Tablette

4-Iod-2,5-dimethoxyphenethylamin (abgekürzt 2C-I) ist ein Psychedelikum, das aufgrund seiner Struktur zu den Stoffgruppen der Phenolether, der Phenethylamine, sowie zur Stoffgruppe der 2Cs zählt.

## Geschichte
Der amerikanische Chemiker Alexander Shulgin synthetisierte 2C-I erstmals und erwähnte Synthese, Dosis und Wirkung in seinem Buch PiHKAL.

## Pharmakodynamik
Die Wirkung wird unter anderem als stimulierend, entaktogen/empathogen und entheogen beschrieben. Diese wird unter anderem auf die Wirkungsweise des 2C-Is als potenter Agonist der Serotonin-Rezeptoren 5-HT2A/2C zurückgeführt. 2C-I wirkt (auch unter anderem) als Serotonin-Noradrenalin-Wiederaufnahmehemmer (IC50 5-HT: 79±19 μM NE: 37±12 μM).

## Pharmakokinetik
Shulgin gibt die oral wirksame Dosis im Bereich von 14 bis 22 mg an, die Wirkdauer mit 6–10 Stunden.

## Rechtsstatus
2C-I ist in der Bundesrepublik Deutschland aufgrund seiner Aufführung in der Anlage I BtMG ein nicht verkehrsfähiges Betäubungsmittel. Der Umgang ohne Erlaubnis ist grundsätzlich strafbar.